# Venturon montagnard
Carduelis citrinella
Espèce
Statut de conservation UICN

 LC  : Préoccupation mineure
Le Venturon montagnard (Carduelis citrinella) est une espèce de petits passereaux granivores appartenant à la famille des Fringillidae, dont l'aire de répartition est limitée à certains massifs montagneux européens.

## Description
L'espèce présente un dimorphisme sexuel, le mâle étant nettement plus coloré et chatoyant que la femelle aux couleurs plus sombres. Le mâle a une apparence générale verdâtre, mais le ventre, la gorge, la face, les flancs, sont jaunes avec des nuances de vert, tandis que le dos est vert olive, la tête et la nuque sont grises. Deux barres alaires jaunes sont visibles sur les ailes, plus sombres.
Les juvéniles n'ont pas de jaune, et présentent une dominante brune avec des tons roux dessus et verts dessous.
Le bec est court et conique, typique des petits granivores.
Le Venturon à une longueur d'environ 13 cm pour un poids de 13 g.
Il est possible de confondre le Venturon avec des espèces voisines, le Serin cini et le Tarin des aulnes mais il se distingue par une livrée beaucoup moins rayée, gris et brunâtre dessus et vert jaunâtre dessous.

## Comportement

### Alimentation
Selon Fouarge, la consommation régulière de graines du pin à crochets, le picorage de ses inflorescences et la quête au sol de petites graines et de capsules de mousses sont des comportements observés dans les Pyrénées. À deux reprises, il a aussi observé des Venturons picorant du mortier sur des murs d’habitations.
Förschler  a étudié le régime alimentaire d’avril à juillet 1999 sur le site de nidification du mont Schliffkopf dans le nord de la Forêt Noire. En début de saison (d’avril à mai), les graines de pin et de Germandrée Teucrium scorodania sont privilégiées. À mesure qu’avance la saison de reproduction, la proportion de graines de plantes herbacées augmente. Les plantes les plus importantes pendant l’élevage des jeunes sont le pissenlit début juin, l’oseille commune et d’autres astéracées de fin juin à début juillet, et la flouve odorante Anthoxanthum odoratum fin juillet. Les insectes semblent constituer un complément conséquent pendant cette période. De juin-juillet à octobre, les plantes herbacées sont toujours bien représentées avec une large gamme d’espèces. De novembre à mars, peu de plantes sont répertoriées sauf des graines de germandrée et de pins. L’auteur conclut que la sélection des plantes coïncide avec les périodes de disponibilité et les conditions climatiques.
L’importance des graines de pins a été soulignée dans les Pyrénées espagnoles.

### Vol nuptial
Plusieurs mâles, dont certains chantant en vol avec des notes rappelant celles du Bec-croisé des sapins, du Serin cini ou encore du Chardonneret élégant, ont été observés dans les Pyrénées. Le vol de parade nuptiale ressemble aussi à celui du Serin cini, du Verdier d'Europe ou du Bec-croisé des sapins avec les lents battements d’ailes typiquement papillonnants. Le mâle dont la femelle était occupée à construire un nid, émettait invariablement son chant à chaque retour sur le site de nidification. Très souvent, le chant était émis en même temps que le vol papillonnant. Il était aussi assez régulièrement entendu sur les lieux de prélèvement de matériaux mais le vol nuptial était alors bien moins fréquent.

### Reproduction

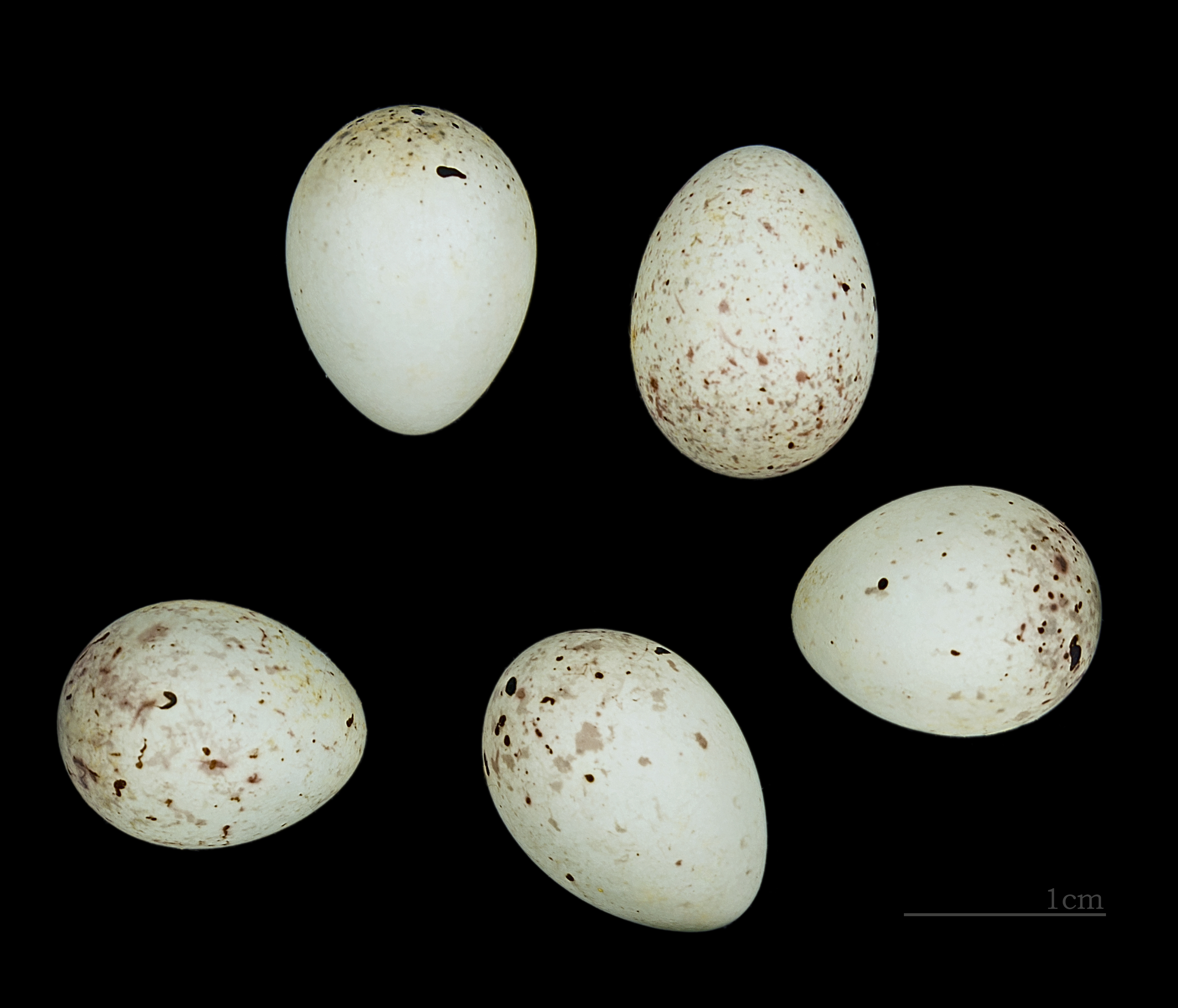
Œufs de Venturon montagnard Muséum de Toulouse

La femelle construit une coupe avec des tiges sèches, du lichens et des radicelles, puis elle la garnit de duvets végétaux, de crins et de plumes. Elle pond 2 à 5 œufs brillants, bleuâtres, tachetés de brun rougeâtre, de la fin du mois de février à la fin du mois de juillet. La couvaison est faite par la femelle et dure 13 ou 14 jours. Elle peut faire une ou deux pontes annuelles. Les jeunes quittent le nid entre le 17e et le 18e jour.
La biologie de reproduction a été étudiée par Förschler sur le mont Schliffkopf dans le nord de la Forêt Noire entre 950 m et le sommet (1 055 m). La densité de population sur l’ensemble de l’aire d'étude était de 1,3 couple pour 10 hectares avec un maximum de 6 couples pour 10 hectares au centre. La plus courte distance entre deux nids occupés n’était que de 25 m. 19 nids furent découverts dans des épicéas, 16 dans des pins et un seul dans un sapin. La plupart des nids étaient placés près du tronc et à proximité de la cime de l’arbre, et de préférence exposés au sud-est. Ils étaient situés entre 1,60 et plus de 30 m de hauteur. Ses observations sur la répartition des couples nicheurs et la synchronisation de la reproduction suggèrent l’existence d’un système de nidification de type colonial, probablement plus complexe que prévu.
Les variations locales de la taille des œufs ont été étudiées à Port del Comte dans les pré-Pyrénées catalanes dans deux sites différents, toujours par Förschler. Il a remarqué que les œufs sont plus gros dans le site à habitat de bonne qualité que dans celui de moindre qualité. Ces données concordent avec celles de précédentes études ayant également montré une meilleure survie, condition physique, vitesse de mue, sélection alimentaire et réussite de reproduction.

## Répartition et habitat

### Habitat
Son habitat est l'étage montagnard supérieur (à partir de 700 m environ), dans les milieux de pré-bois où les résineux dominent. Selon les massifs forestiers, ce seront tantôt les pinèdes  (Pin à crochets) ou les pessières, ou des boisements mixtes, ou le mélézin, qui seront préférés. Ces milieux semi-ouverts résultent la plupart du temps d'une gestion sylvo-pastorale. La densité des oiseaux nicheurs est toujours faible. En hiver, l'espèce descend volontiers en plaine et est alors grégaire.

### Répartition
L'espèce est endémique en Europe(présente strictement sur ce continent). Elle est localement présente en France (Pyrénées, Alpes, Massif central, Jura et sud des Vosges), en Suisse, en Allemagne (Forêt-Noire), en Autriche (Tyrol), Italie (Alpes et Apennins) et Espagne (Pyrénées, monts Cantabriques et montagnes du centre).

## Systématique
L'espèce Carduelis citrinella a été décrite par le naturaliste allemand Peter Simon Pallas en 1764, sous le nom initial de Serinus citrinella. Elle présente très peu de différence avec le Venturon corse, qui fut longtemps considéré comme une sous-espèce du Venturon montagnard. Carduelis corsicana est désormais distingué comme une espèce à part entière, endémique des îles de Corse, de Sardaigne et de l'archipel toscan. 

### Synonymie
- Serinus citrinella Pallas, 1764 : Protonyme [7]

### Noms vernaculaires
À la différence du français et de l'italien (Venturone europeo) qui tirent le mot venturon du nom vernaculaire occitan désignant cette espèce et le Tarin des Aulnes, les autres langues européennes insistent sur la couleur jaune du plumage : Citronsisken en danois, Zitronenzeisig en allemand, Stehlík citrónový en slovaque, Citronsiska en slovène...
Les Espagnols quant à eux le voient vert : Verderón serrano (Verdier de montagne).

## Statut
En France, l'espèce est strictement protégée.
Le Venturon montagnard présente des signes d’extinction dans la région la plus septentrionale de son aire. Entre 1995 et 2009, l’évolution d’une population en Forêt Noire permet de constater un déclin dramatique durant cette courte période qui pourrait aboutir à une extinction dans les 10 ans. Ce recul peut s’expliquer par l’abandon du pâturage extensif, provoquant la disparition des riches associations de plantes à fleurs nécessaires à l'espèce au profit d'un haut tapis herbacé.